# Kludge

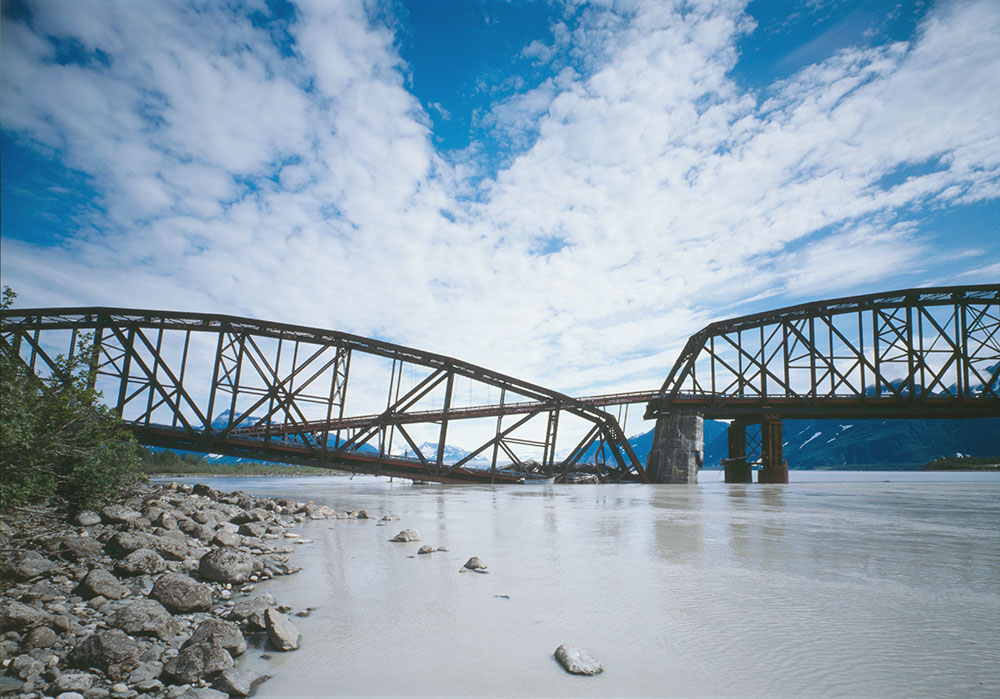
Dans un autre domaine que l'informatique, Kludge ou rafistolage du pont du glacier Miles (Miles Glacier Bridge) après le séisme de 1964 en Alaska.

Un kludge ou kluge, est, dans le jargon des informaticiens anglophones, un bricolage ou rafistolage maladroit, grossier, rudimentaire et irrespectueux des règles de l'art, servant à résoudre rapidement et provisoirement un problème ardu.
Il peut s’agir également d’un morceau de code correspondant aux mêmes critères de non-élégance et mis au point pour corriger rapidement et efficacement un bug. On parle alors de « verrue ».
Une étymologie, probablement populaire (c'est-à-dire fausse), fait de kludge un acronyme formé des initiales de klumsy (= clumsy),  ugly, lame, dumb, but good enough, litt. « maladroit, moche, bancal, nul, mais convenable »